# Sesoto
O sesoto, ou soto  (em sesoto: SeSotho), é uma língua banta do sub-grupo soto-tsuana. O sesoto é língua oficial na África do Sul e no Lesoto.
Por vezes é também chamada soto do sul, para diferenciá-la da outra língua banta também chamada "soto": o sepedi (também conhecido como soto do norte).
As três línguas principais do mesmo grupo linguístico são o sesoto (soto do sul), o sepedi (soto do norte) e o tsuana (seTswana), a língua de origem africana mais importante do Botsuana.
Durante o regime do apartheid, o governo sul-africano criou um bantustão denominado QwaQwa para confinar a população sul-africana que falava o soto do sul.
1. ↑  «Significado / definição de sesoto no Dicionário Priberam da Língua Portuguesa». www.priberam.pt. Consultado em 6 de novembro de 2016